# Carla Da Silva
Carla Da Silva (c. 1984) es una administradora venezolana. El 5 de mayo de 2020 fue detenida por funcionarios de las Fuerzas de Acciones Especiales (FAES) por comentar que conocía a alguien acusado por el gobierno de estar involucrado en la Operación Gedeón del mismo año. 

## Detención
Carla se graduó en administración de la Universidad Metropolitana de Caracas (UNIMET) y tiene un máster en gerencia. También estudió dietética del deporte en Miami, Estados Unidos. El 5 de mayo de 2020 asistió a una fiesta infantil en Caracas, donde le contó a la anfitriona que conocía a alguien a quien el gobierno había acusado de estar involucrado en la Operación Gedeón, una incursión marítima en contra del gobierno el mismo año. La mujer le dijo que le informaría al director de las Fuerzas de Acciones Especiales (FAES), y Carla fue trasladada de la fiesta a la sede del FAES en La Quebradita, en el oeste de Caracas. Le dijeron que presuntamente hablaría con el director, pero al llegar a la sede policial fue interrogada sobre lo que conocía sobre la operación y no le permitieron regresar a casa. Da Silva comentó que no sabía nada y que sólo conocía a la persona acusada de haber participado.
Entre el 6 y 7 de mayo, como respuesta, los oficiales le amarraron una bolsa plástica y cinta adhesiva en la cabeza, y una funcionaria policial se subió sobre ella y mientras el policía Vladimir Rodríguez Cordero la golpeó en las costillas. Carla fue sometida a ocho pruebas de polígrafo y su teléfono fue vaciado, pero la policía no encontró evidencia alguna que la vinculara con la incursión marítima fallida. Los funcionarios esperaron a que Da Silva se recuperara de la tortura antes de trasladarla a El Helicoide el 8 de mayo. Los oficiales le dijeron que tenían que trasladarla al Helicoide para liberarla, pero una vez allí expresaron que tenía que permanecer recluidas por 45 días mientras se desarrollaban las investigaciones. En el Helicoide, el juez José Mascimino Márquez García le pidió que se declarase culpable para ser liberada más rápido, que era para complacer al gobierno. Al negarse, el juez le dijo que si se declaraba culpable podía dictarle 20 años de cárcel en vez de 30 años.
Da Silva estuvo desaparecida por 20 días hasta que su madre conoció su lugar de reclusión. Uno de los primeros lugares donde preguntó por el paradero de su hija fue la sede del Servicio Bolivariano de Inteligencia (SEBIN) en Plaza Venezuela, en cuya entrada un funcionario le apuntó con un arma larga, la empujó, y la amenazó con dispararle si regresaba. Cuando se dirigió a la sede del SEBIN en El Helicoide, las autoridades inicialmente negaron que se encontraba presa allí. Durante las audiencias, el juez Márquez le comentaba a sus familiares que Carla era inocente, que sería liberada pronto y que él sólo cumplía órdenes del gobierno.

## Vida personal
Carla habla dos idiomas y es hija única. Es paciente bariátrica, por lo que debe seguir una dieta estricta. Después de su detención, su madre ha sufrido dos infartos: el primero el día en el que Carla no regresó a casa y el segundo cinco meses después, luego de terminar una llamada telefónica con ella.